# 여수 흥국사 대웅전
여수 흥국사 대웅전(麗水 興國寺 大雄殿)은 대한민국 전라남도 여수시, 흥국사에 있는 조선시대의 건축물이다. 1963년 9월 2일 대한민국의 보물 제396호로 지정되었다.

## 개요
흥국사는 고려 명종 25년(1195)에 보조국사 지눌이 세웠다고 전한다. 임진왜란 때 이 절의 승려들이 이순신 장군을 도와 왜적을 무찌르는데 공을 세웠으나 절이 모두 타 버려 지금 있는 건물들은 인조 2년(1624)에 다시 세운 것들이다.
대웅전은 인조 2년(1624) 계특대사가 절을 고쳐 세울 때 다시 지은 건물로 석가삼존불을 모시고 있는 절의 중심 법당이다. 규모는 앞면 3칸·옆면 3칸이며 지붕은 옆면에서 볼 때 여덟 팔(八)자 모양을 한 팔작지붕이다. 지붕 처마를 받치기 위해 장식하여 짜은 구조가 기둥 위뿐만 아니라 기둥 사이에도 있는 다포 양식이다. 이 장식구조를 기둥 사이에 3구씩 배치하여 화려한 느낌을 주며 앞면 3칸은 기둥 사이를 같은 간격으로 나누어 키가 큰 빗살문을 달았다.
건물 안쪽 천장은 우물 정(井)자 모양의 우물천장으로 꾸몄고 불상이 앉아 있는 자리를 더욱 엄숙하게 꾸민 지붕 모형의 닫집을 만들어 놓았다. 불상 뒷면에는 숙종 19년(1693)에 그린 ‘석가후불탱화 (보물 제578호)’가 있다.
같은 양식을 가진 건물들 중 그 짜임이 화려하고 엄숙한 분위기를 느끼게 하며, 조선 중기 이후의 건축기법을 잘 간직하고 있는 건축물이다.

## 같이 보기
- 흥국사

## 참고 자료
- 여수 흥국사 대웅전 - 국가유산청 국가유산포털